# Panthera pardus pardus

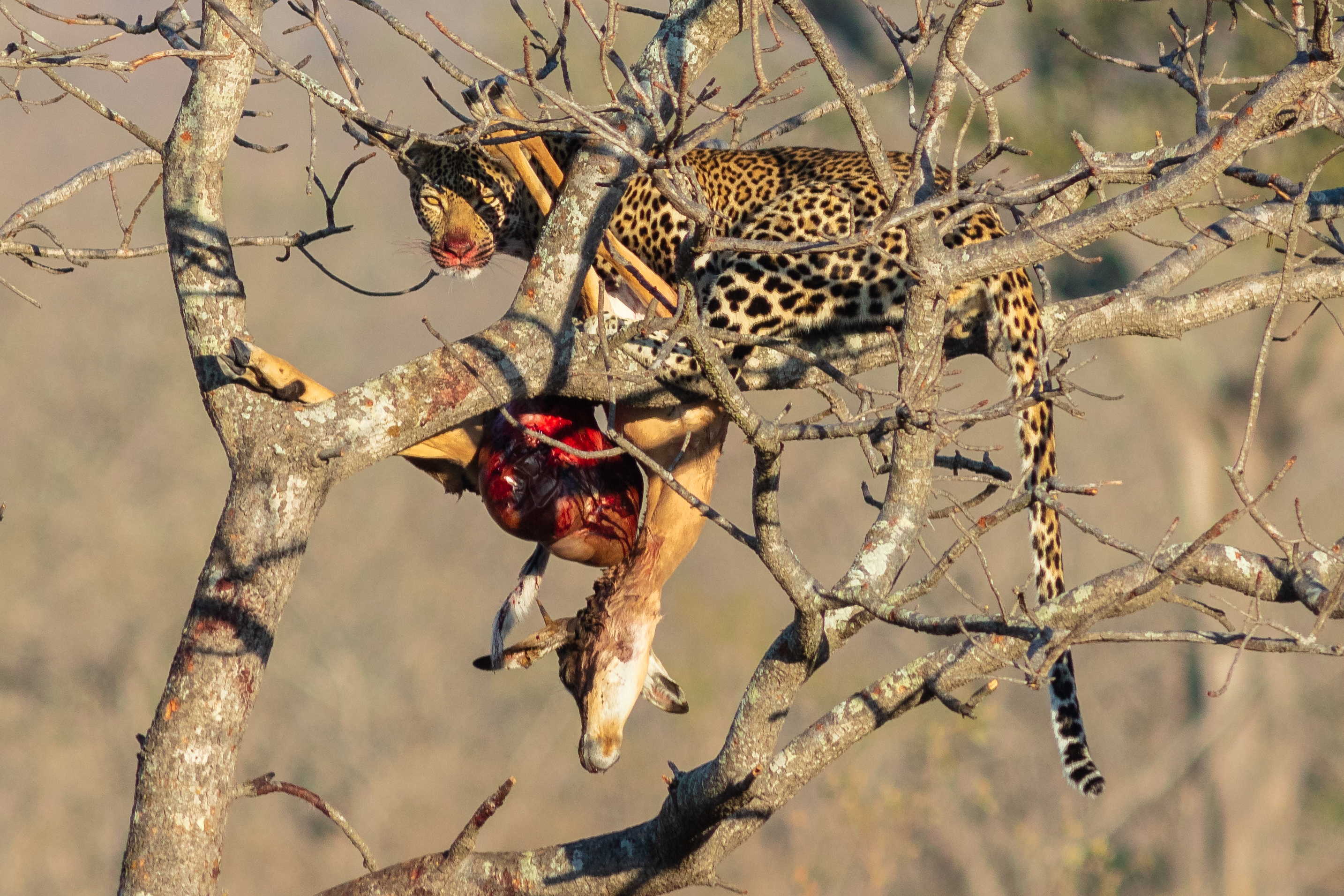
Ejemplar devorando un antílope, parque nacional Kruger, Sudáfrica.

El leopardo africano (Panthera pardus pardus) es la subespecie de leopardo más común que existe. También es de mayor tamaño y peso que las subespecies asiáticas. Está presente en casi toda África subsahariana. La mayoría de los leopardos presentes en los zoológicos de todo el mundo pertenecen a distintas variedades de esta subespecie. 

## Características
El leopardo africano varía de color según la zona de África en la que se le encuentre. Pueden variar de marrón rojizo, amarillo oscuro a la nata. Les recubren rosetones negros por lo general sin manchas dentro de ellos que son únicos para cada individuo. Los ejemplares machos son más grandes y pesados que las hembras. 
Esta subespecie no se encontraría amenazada en conjunto, pero sí algunas de sus variedades. Una de estas variedades, el leopardo de Berbería (Panthera pardus panthera), se creía extinta hasta hace poco y todavía no se ha podido obtener una muestra de ADN que indique si es una variedad u otra subespecie.

## Dieta
Los leopardos tienen una dieta muy variada. Entre sus víctimas habituales, podemos encontrar pequeños roedores, monos, aves y antílopes. Cuando hay escasez de comida ataca al ganado doméstico. Suele acechar a sus presas agazapado entre las altas hierbas de la sabana. Cuando el desafortunado animal está a unos treinta metros del leopardo, empieza a perseguirlo. En ocasiones alcanzan velocidades superiores a 63 km/h cuando corren tras su víctima. También caza en los árboles. Son animales muy fuertes, capaces de matar presas mucho más pesadas que ellos. Suelen arrastrar sus presas hasta lo alto de los árboles para que otros depredadores más numerosos o más fuertes que ellos no se las roben. Normalmente son nocturnos, pero son oportunistas y siempre que se les presenta la oportunidad cazan de día. Sus presas que suele tener en su menú son empezando por el impala, la gacela de Thomson, el gran kudú, el nyala, la gacela jirafa, el ñu, el bosbok,  el dik-dik, el duiker común, el eland, el facóquero, el babuino, el cercopiteco verde,  el mono patas, la liebre de El Cabo,  el puercoespín africano, el cerdo hormiguero, el pangolín, la mangosta, la civeta, la jineta, el chacal, el zorro orejudo , el estornino y la gallina de Guinea .

## Variedades geográficas
Hace años se consideraba que había unas treinta subespecies de leopardos en el mundo, tantas como variedades se podían encontrar. Pero las técnicas de análisis moleculares de ADN indicaron la existencia de tan solo ocho o nueve subespecies. Estos estudios están expuestos a revisión ya que no se tienen muestras de algunas de las variedades que pudieran ser subespecies distintas, como es el caso del leopardo de Berbería.
Esta es la lista provisional de variedades, antes consideradas subespecies, en las que se divide el leopardo africano, en espera de nuevos datos:
- Leopardo de Berbería (Panthera pardus panthera)
- Leopardo de Cape (Panthera pardus melanotica)
- Leopardo de África Central (Panthera pardus shortridgei)
- Leopardo del Congo (Panthera pardus ituriensis)
- Leopardo del este de África (Panthera pardus suahelica)
- Leopardo de Eritrea (Panthera pardus antinorii)
- Leopardo de Somalia (Panthera pardus nanopardus)
- Leopardo de Uganda (Panthera pardus chui)
- Leopardo del oeste de África (Panthera pardus reichinowi)
- Leopardo forestal del oeste de África (Panthera pardus leopardus)
- Leopardo de Zanzíbar  (Panthera pardus adersi)